# M. Night Shyamalan
M. Night Shyamalan, właśc. Manoj Nelliyattu Shyamalan (ur. 6 sierpnia 1970 w Mahé w Puducherry, Indie) – hinduski reżyser filmowy, scenarzysta, producent, filantrop i aktor. Wychowywał się w USA, w stanie Pensylwania, obecnie pracuje w Hollywood.

## Życiorys
Shyamalan dorastał w mieście Penn Valley w stanie Pensylwania (USA), na przedmieściach Filadelfii po tym, jak jego rodzice (lekarze) emigrowali z Indii. Był studentem Uniwersytetu Nowojorskiego na wydziale sztuki. Tam powstał jego przydomek Night. Jest żonaty z Bhavną Vaswani, mają trzy córki, w tym Ishanę i Salekę.
Cechą charakterystyczną filmów Shyamalana jest zawarcie w nich nieprzewidywalnych zwrotów akcji, realistycznego traktowania tematów grozy i science fiction, ujęcia z niezwykłych kątów oraz epizody grane przez samego reżysera. Inne powtarzające się motywy: częstym symbolem słabości bądź śmierci jest woda i związane z nią obiekty, zwroty akcji następują w wyniku wypadków samochodowych, a wiele kluczowych scen rozgrywa się w piwnicach.
Oprócz pierwszego filmu, Praying with Anger, którego akcja toczyła się w Madrasie, wszystkie filmy były kręcone w Filadelfii lub innych miejscach stanu Pensylwania. Podobnie jak zwykł był to czynić Alfred Hitchcock Shyamalan pojawia się w epizodach swoich filmów.
Shayamalan jest założycielem i właścicielem firmy produkcyjnej Blinding Edge Pictures, którą prowadzi wspólnie z Ashwinem Rajanem.
W 2008 został odznaczony Orderem Padma Shri. Przewodniczący jury konkursu głównego na 72. MFF w Berlinie (2022).

## Filmografia

### Reżyseria
- 1992: Praying with Anger
- 1998: Dziadek i ja (Wide Awake)
- 1999: Szósty zmysł (The Sixth Sense)
- 2000: Niezniszczalny (Unbreakable)
- 2002: Znaki (Signs)
- 2004: Osada (The Village)
- 2006: Kobieta w błękitnej wodzie (Lady in the Water)
- 2008: Zdarzenie (The Happening)
- 2010: Ostatni władca wiatru (The Last Airbender)
- 2013: 1000 lat po Ziemi (After Earth)
- 2015: Wizyta (The Visit)
- 2016: Split
- 2019: Glass
- 2021: Old
- 2023: Pukając do drzwi (Knock at the Cabin)
- 2024: Pułapka (Trap)

### Scenariusz
- 1992: Praying with Anger
- 1998: Dziadek i ja
- 1999: Stuart Malutki (Stuart Little)
- 1999: Szósty zmysł
- 2000: Niezniszczalny
- 2002: Znaki
- 2004: Osada
- 2006: Kobieta w błękitnej wodzie
- 2008: Zdarzenie
- 2010: Ostatni władca wiatru
- 2010: Diabeł (Devil)
- 2013: 1000 lat po Ziemi
- 2015: Wizyta (The Visit)
- 2016: Split
- 2019: Glass
- 2021: Old
- 2023: Pukając do drzwi (Knock at the Cabin)
- 2024: Pułapka (Trap)

### Produkcja
- 1992: Praying with Anger
- 2000: Niezniszczalny
- 2002: Znaki
- 2004: Osada
- 2006: Kobieta w błękitnej wodzie
- 2008: Zdarzenie
- 2013: 1000 lat po Ziemi
- 2016: Split
- 2019: Glass
- 2021: Old
- 2023: Pukając do drzwi (Knock at the Cabin)
- 2024: Pułapka (Trap)

### Obsada
- 1992: Praying with Anger jako Dev Raman
- 1999: Szósty zmysł jako dr Hill
- 2000: Niezniszczalny jako Diler
- 2002: Znaki jako Ray Reddy
- 2004: Osada jako strażnik parku
- 2006: Kobieta w błękitnej wodzie jako Vick Ran
- 2008: Zdarzenie jako Joey
- 2016: Split jako Jai
- 2019: Glass jako Jai
- 2023: Pukając do drzwi jako współprowadzący film reklamowy
- 2024: Pułapka jako Wujek Lady Raven

## Nagrody
- Złota Malina
  - Najgorszy reżyser: 2010 Ostatni władca wiatru
  - 2007 Kobieta w błękitnej wodzie
  - Najgorszy scenariusz: 2010 Ostatni władca wiatru
  - Najgorszy aktor drugoplanowy: 2007 Kobieta w błękitnej wodzie